# Abattage en carène

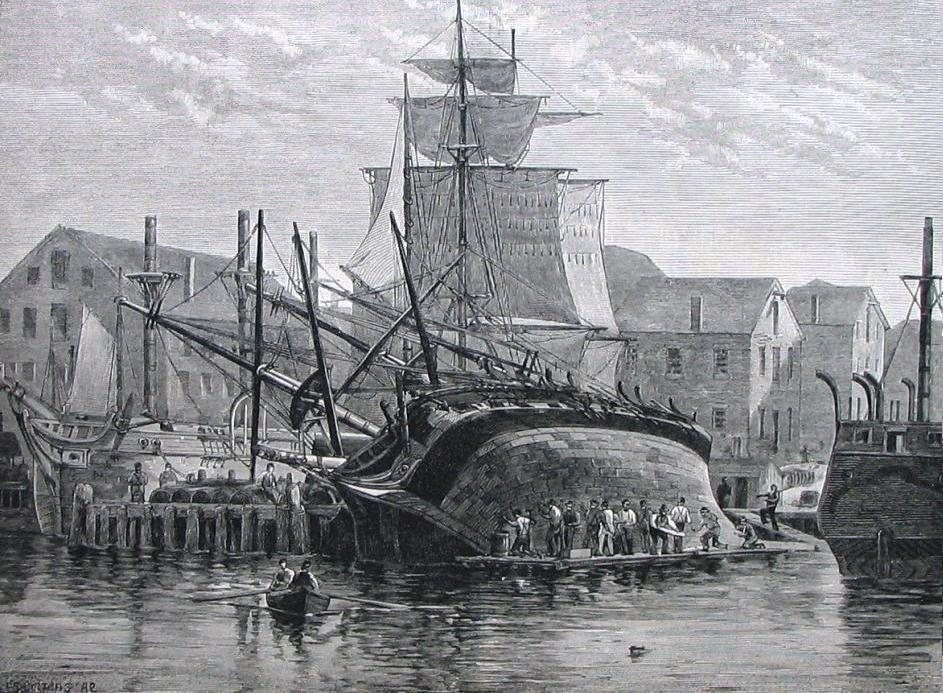
An Old Whaler Hove Down For Repairs, Near New Bedford, Gravure su bois par Fred S. Cozzens et publiée das le Harper's Weekly, en décembre 1882. Vieux baleinier abattu en carène pour réparations, près de New Bedford.

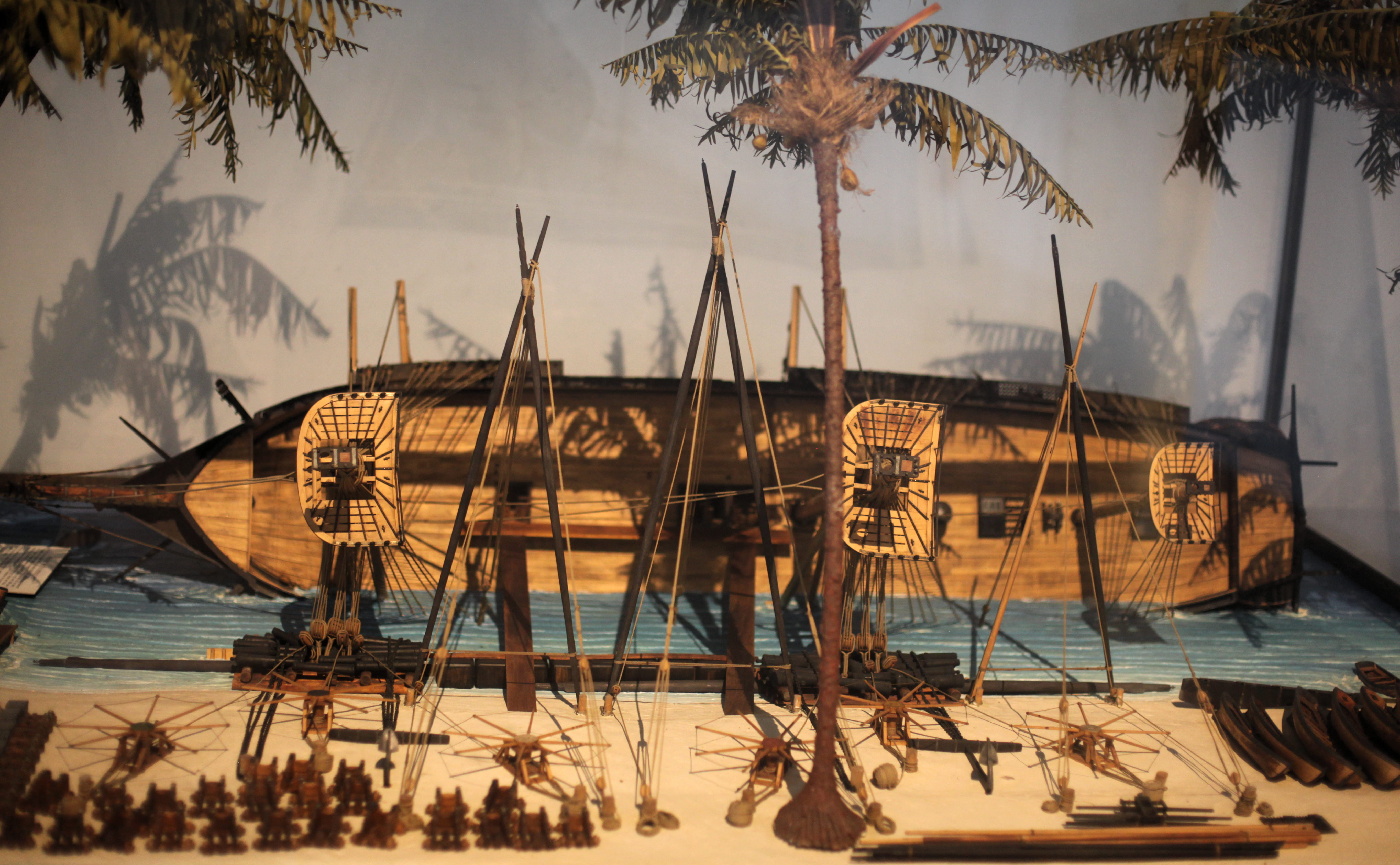
Diorama de l'abattage en carène de l'. François-Edmond Pâris - Musée national de la Marine de Paris.

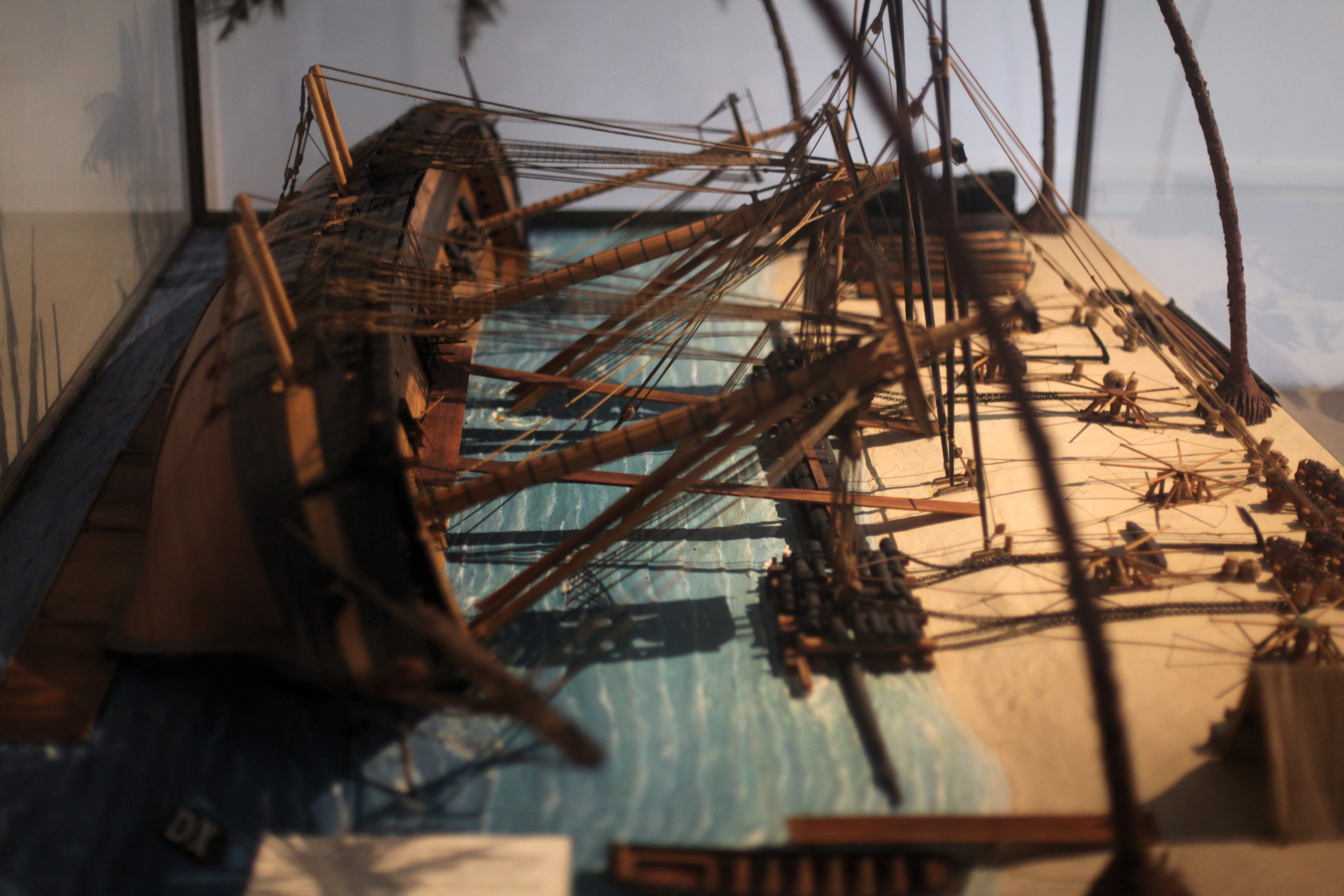
Idem

Pour les articles homonymes, voir Abattage (homonymie).
L'abattage en carène (on dit « abattre en carène », ou « mettre à la bande ») consiste à coucher un navire sur la mer, en « éventer la quille », pour réaliser son carénage ou son radoub

## Mode opératoire
Du bord sur lequel le bâtiment doit être abattu, préalablement on ferme les mantelets des batteries basses, on met de faux-sabords de carène à la batterie haute, on fait un bardis s'il est nécessaire, c'est-à-dire si l'on présume que le vaisseau étant abattu en carène, le passavant soit submergé, on calfate bien le tout.
On met des aiguilles de carène, dont un bout est sur le pont supérieur à bord, passant par des écoutilles pratiquées dans les gaillards pour cet effet ; l'autre bout est rousté ou saisi au moyen d'une portugaise, à la tête des grand mât et mât de misaine ; ces aiguilles servent à étayer les mâts ; on épontille les ponts sous le pied desdites aiguilles, que l'on burine lorsqu'on est proche de commencer la manœuvre : d'ailleurs on ride les haubans de l'autre bord, et on raidit les palans, les cayornes des têtes de mâts, qui sont crochetés dans des faisines, qui embrassent pour le grand mât, l'entre-sabord des deux sabords de la seconde batterie en avant de ce grand mât, et pour le mât de misaine, qui font plusieurs tours en passant par le sabord de l'avant et les écubiers ; on raidit de même les pataras. On met des braies ou toiles goudronnées aux panneaux des aiguilles autour desquelles elles sont bien serrées, pour empêcher que l'eau ne s'introduise par là dans le vaisseau.
On passe tout ce qui peut rester à bord, du côté sur lequel on doit abattre, pour commencer l'inclinaison, de façon à avoir la tête des mâts à peu près dans une ligne à plomb aux pontons de carène. On frappe les moufles de cayornes des pontons à la tête de ces mâts, au point où les aiguilles sont roustées; on en garnit le courant des garans aux cabestans de ces mêmes pontons, auxquels il n'y a qu'à virer pour abattre le bâtiment.
Si le vaisseau est dur à abattre, on guinde plus ou moins les mâts de hune, suivant le degré de cette qualité qu'on lui connait, on peut aussi mettre des poids dans les hauts, des grelins dans les hunes ; si au contraire il est mou, on lui laisse une bonne quantité de lest : à tout événement, on a à la tête des mâts des pontons, des cayornes de redresse ou de retenue, que l'on crochète dans plusieurs doubles de forts grelins qui embrassent les chaînes de haubans.
Ces cayornes de redresse qui agissent en sens contraire de celles pour l'abattage servent à arrêter le vaisseau s'il venait sur le côté, trop vite et d'une façon à inquiéter, et on les emploie d'ailleurs à redresser le vaisseau s'il ne se relevait pas par lui-même. On laisse communément une plus ou moins grande quantité de lest sur l'avant du vaisseau, qu'on abat en carène, déterminée d'après la forme du bâtiment : cette précaution est nécessaire pour que la quille s'évente en même temps de l'avant et de l'arrière, sans faire plus d'effort sur l'appareil du mât de misaine que sur celui du grand mât, ce à quoi on serait obligé par l'excédent des capacités de l'arrière sur celle de l'avant même le vaisseau étant couché. On place ce lest sous la fosse aux câbles ou la fosse aux lions, et pour qu'il ne puisse courir sous le vent, lorsque le vaisseau s'abat, on l'assujettit par un établissement de planches qui se couvrent entièrement et exactement et qui sont croisées à angle droit par d'autres planches contenues par des cabrions qui s'arcboutent contre les baux du vaisseau.
Dans l'abattage en carène, on appelle « côté du vent » celui que l'on met hors de l'eau, et « côté sous le vent » celui que l'on submerge.
On a la plus grande attention à bien fixer tout ce qui peut rester à bord (four, cuisine, etc.) car si quelque chose de poids venait à malheureusement glisser, et à défoncer un mantelet de sabord, le vaisseau courrait le risque de couler bas, avant qu'il puisse être redressé ; s'il y avait des bordages délivrés, on n'aurait pas même cette ressource.
Malgré toutes ces précautions, il peut encore entrer de l'eau dans le vaisseau, on ajoute donc trois pompes dont l'une passe par la grande écoutille : elle a son bout inférieur sur le bout des varangues et vient sur le second pont, où l'on pompe ; les deux autres ont leur bout sur le côté du vaisseau, aussi haut que l'ouverture de la grande écoutille peut le permettre, car il faut qu'elles passent sous le vent, en dessous et au vent en dessus des longis de cette grande écoutille: et on pompe en entre-pont. On fait autour de toutes ces pompes des échafauds, de telle manière que lorsque le vaisseau est couché, ils soient horizontaux et que les matelots puissent se placer dessus et y pomper avec facilité. Les extrémités inférieures des pompes doivent être dans des mannes pour que des débris ne puissent en engorger l'ouverture.

## Une opération périlleuse

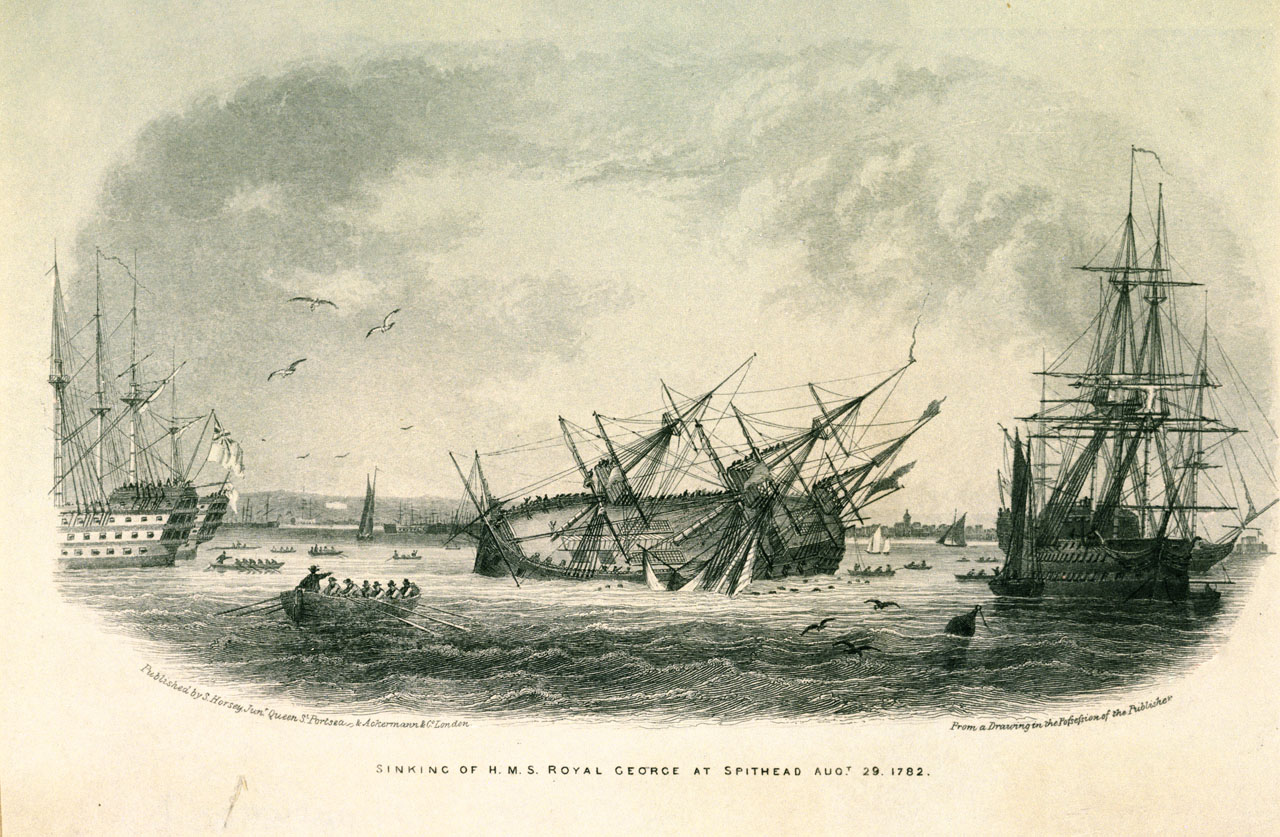
Naufrage du Royal George en 1782.

C'était une opération périlleuse. Le risque le plus dramatique était que le navire se libérant de ses entraves, se redresse subitement et écrase les ouvriers entre la quille et le ponton. Ce qui s'est déjà produit.
Cette opération qui étonnait même dans l'enceinte d'un port tranquille a déjà été exécutée en pleine mer et en temps de guerre. De là la devise d'un Suffren:

« Que c'est dans l'absence des bons moyens qu'il y a du mérite à bien faire »

Une pratique connexe était appelée en anglais « Parliamentary heel », dans lequel le navire était incliné en eau profonde, en déplaçant toute la charge, lest ou canons, d'un côté. De cette façon, les côtés supérieurs pouvaient être nettoyés ou réparés avec un minimum de retard. Dans une telle procédure, le HMS Royal George a été perdu de manière dramatique en 1782.

## Galerie

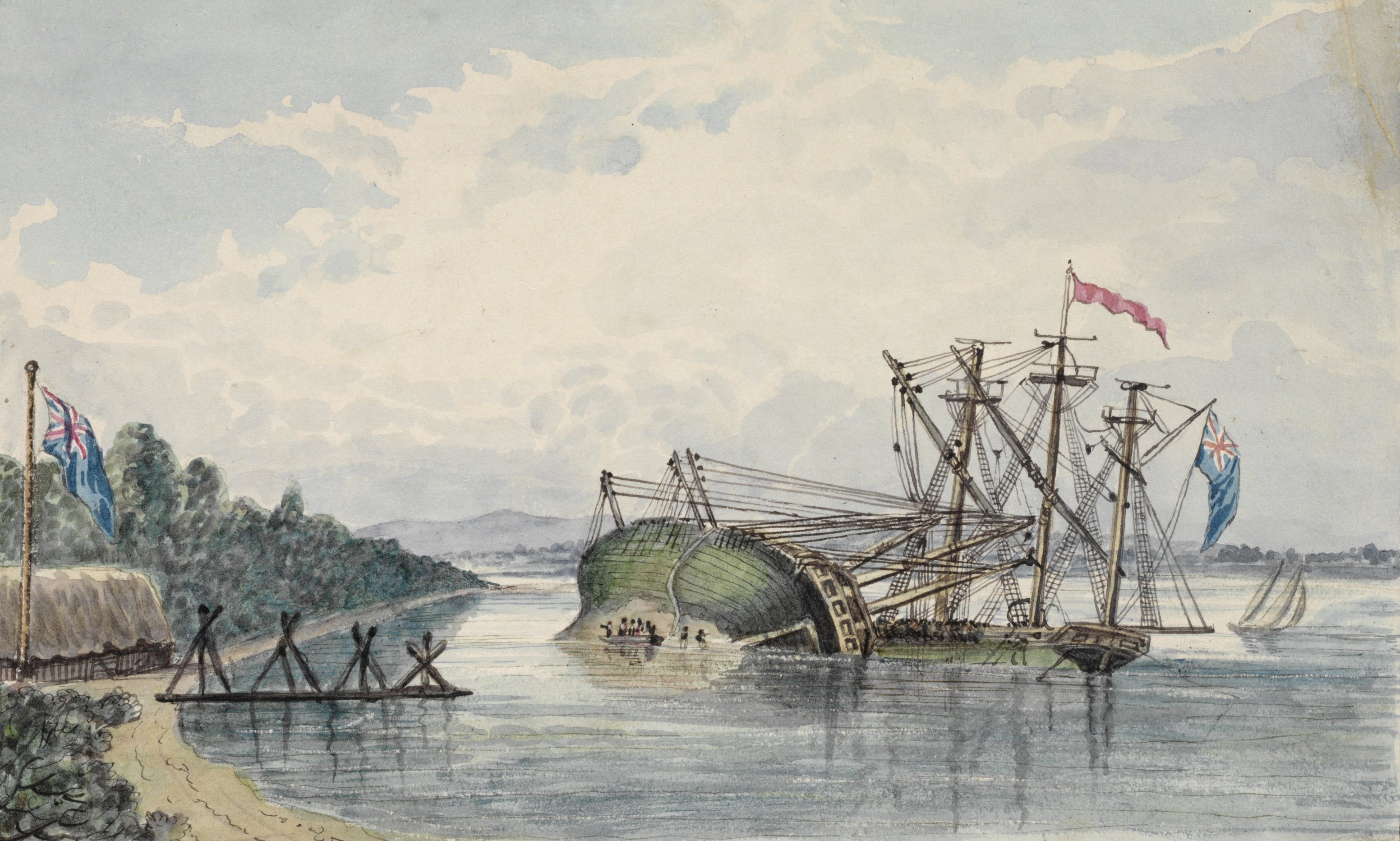
HMS Success (1825) undergoing repairs off Carnac Island Western Australia. Entre 1829 et 1830
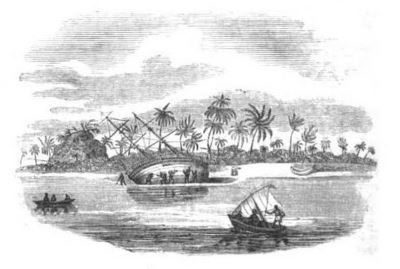
John Williams (1796-1839), George Baxter (1804-1867), The Messenger of the Peace hove down
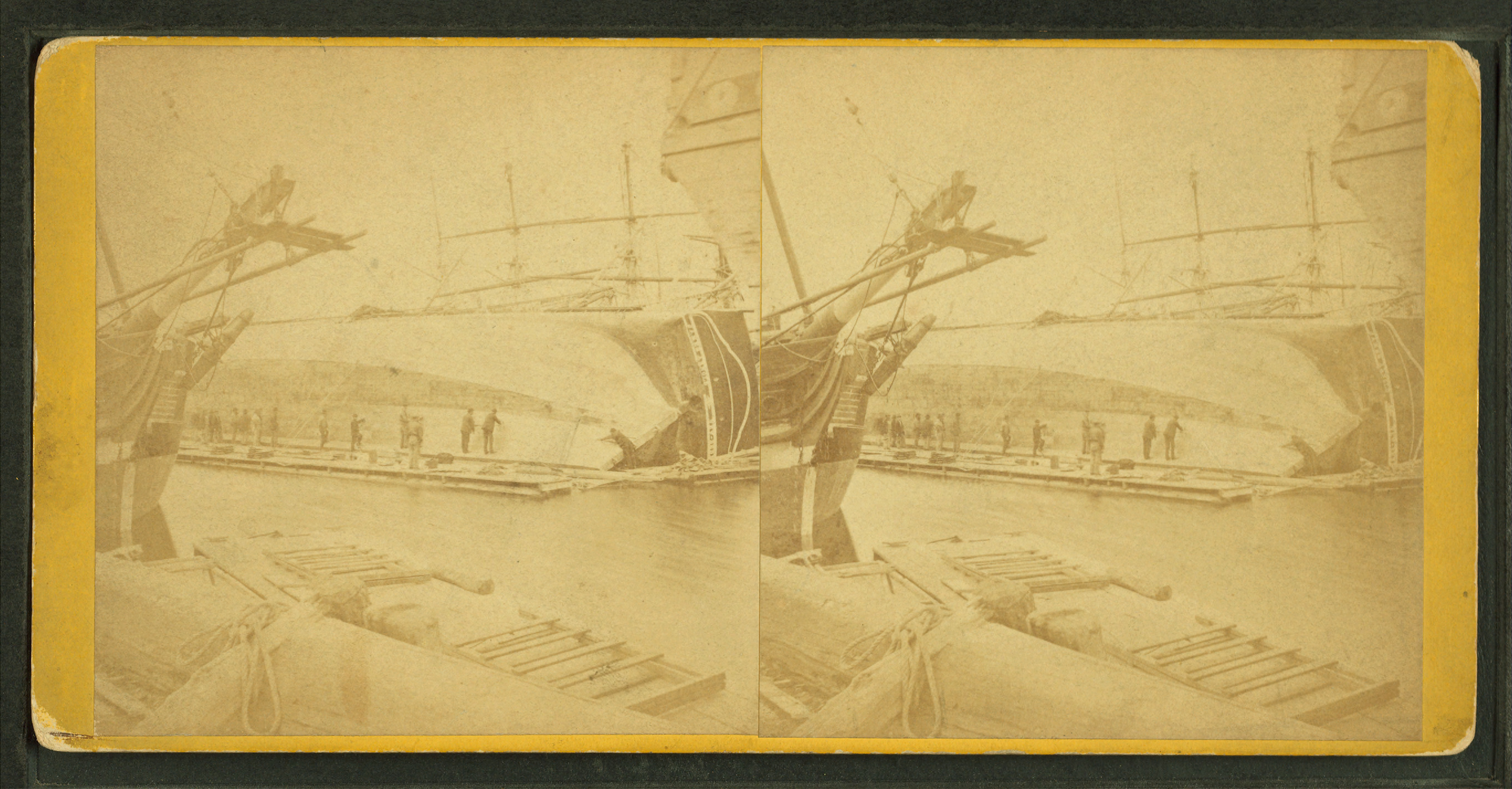
Robert N. Dennis collection of stereoscopic views. Ship hove down for repairs. Vers 1860-1895
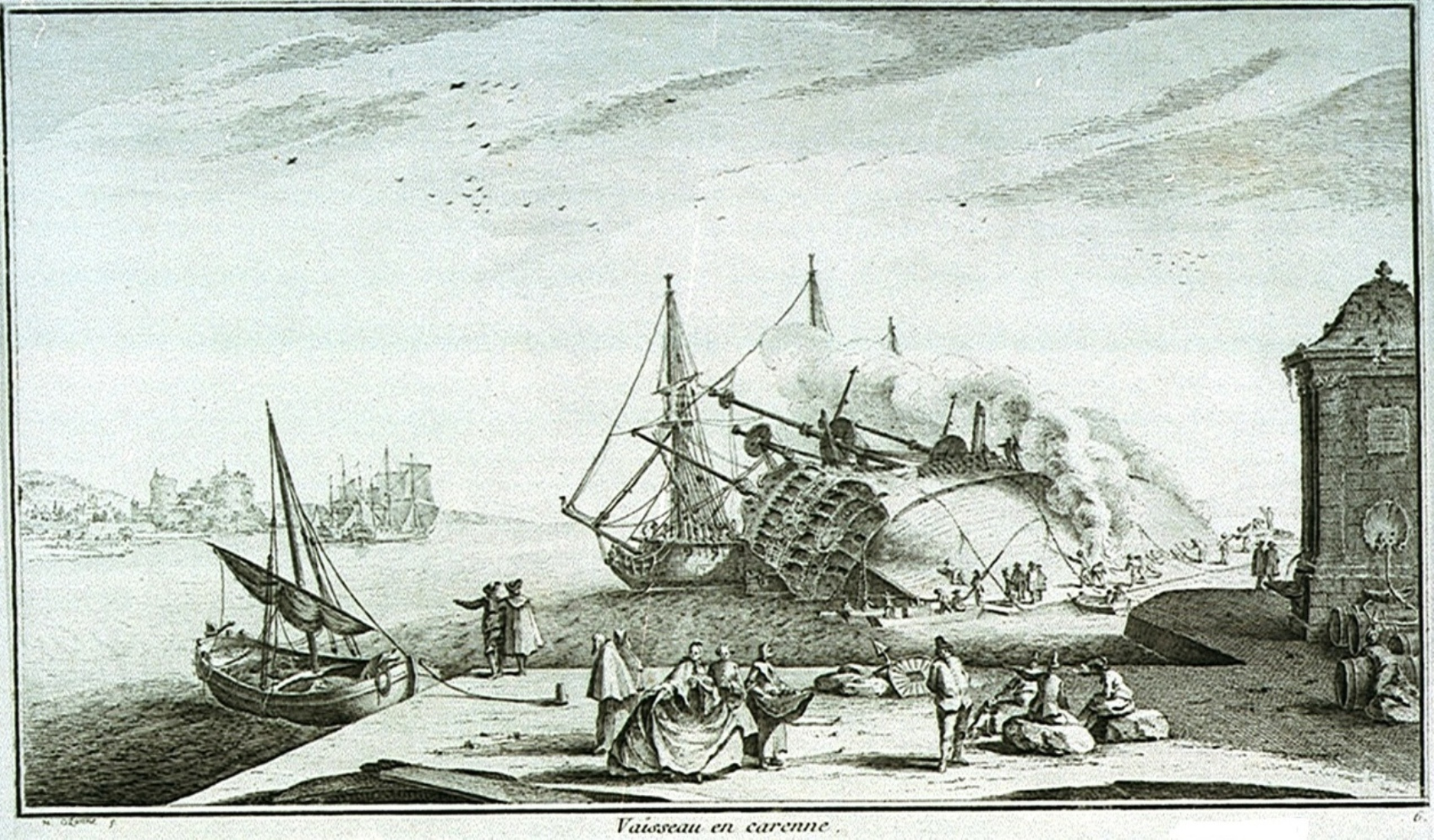
Nicolas Ozanne. Vaisseau en carène